# Athis pirrellori
Athis pirrelloi – gatunek motyli z podrzędu Glossata i rodziny Castniidae.
Gatunek ten opisany został w 2011 roku przez Roberto Vinciguerrę na podstawie pojedynczej samicy odłowionej w 1998 roku w Cueva de las Pavas w Peru.
Holotyp ma 52 mm długości przednich skrzydeł. Głowa i tułów z wierzchu jasnobrązowe, a odwłok z wierzchu najpierw szarobrązowy, a dalej żółtochrowy. Spód ciała jasnożółty. Przednie skrzydło trójkątne, o prostych krawędziach i zaokrąglonym wierzchołku, z wierzchu ubarwione jasnobrązowo z dwoma czarno ograniczonymi, przezroczystymi oczkami i ciemniejszymi plamkami oraz ledwo widoczną przepaską zaśrodkową. Spód jest żółtoochrowy z ciemniejszymi znakami. Tylne skrzydła są z wierzchu jasnożółte z ciemnobrązową nasadą, pomarańczowymi okolicami krawędziowymi i ośmioma oczkami wzdłuż brzegu. Spód ich jest jasnożółty ze słabiej widocznymi ośmioma oczkami.